# Arcosanti
Arcosanti es una ciudad experimental de la fundación Cosanti fundada por el arquitecto Paolo Soleri y su esposa Colly. Se trata de un laboratorio urbano que se empezó a construir en 1970 bajo las bases de la Arcología en el desierto de Arizona.

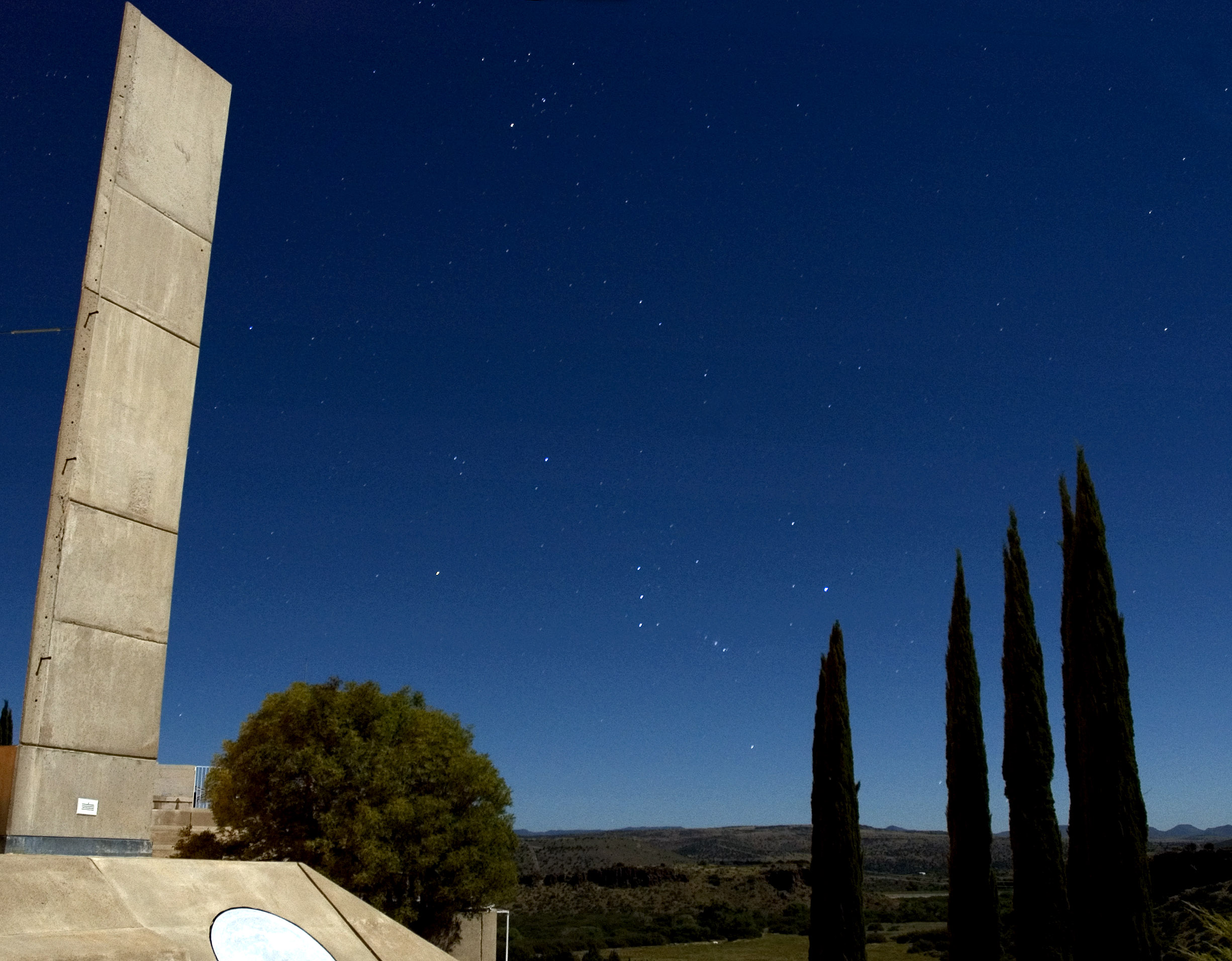
Cielo estrellado entre las torres de Arcosanti.

Actualmente se encuentra compuesta de 13 estructuras, entre las que se incluyen un laboratorio, un anfiteatro, una fundidora, una piscina y el centro de música Colly Soleri.
Paolo y su esposa comenzaron la construcción de Arcosanti en 1970, para demostrar como las condiciones urbanas podrían mejorarse a la vez que se minimizaba el impacto destructivo sobre la tierra. Paolo enseñó e influyó en generaciones de arquitectos y diseñadores urbanos que estudiaron y trabajaron con él para construir esta ciudad.

## Visión general
La meta de Arcosanti es explorar el concepto de arcología, que combina arquitectura y ecología. El proyecto tiene las metas de combinar interacción social y accesibilidad en un ambiente urbano con sólidos principios ambientales, tales como el uso mínimo de recursos y el acceso al ambiente natural. El proyecto ha estado construyendo una ciudad experimental en 25 acres (10 hectáreas) de una reserva de tierra de 4060 acres (1640 ha).
El suelo se demarcó en 1970 para comenzar con la construcción, que ha continuado a ritmo variable hasta el presente. La construcción más recientemente completada se terminó en 1989. La población ha tendido a variar entre 50 y 150 personas, muchas de ellas estudiantes y voluntarios. 
Fundamentalmente, la meta ha sido que Arcosanti sea el hogar de unas 5000 personas. Se construyeron hasta el momento 13 estructuras importantes en el sitio, algunas de varios pisos de altura. Un plan maestro, diseñado en 2001, prevé un enorme complejo, llamado "Arcosanti 5000", que empequeñecería los edificios actuales.
Muchas características son particulares en el diseño y construcción de Arcosanti. Por ejemplo, paneles de hormigón inclunados se funden en un lecho de limo adquirido de un área circundante, lo que le da al hormigón una textura y un color únicos y lo ayudan a mezclarse con el paisaje. Muchos paneles fueron fundidos con arte embebido. La mayoría de los edificio están orientados al sur para captura la luz y el calor del sol; el diseño de los techos admite la máxima cantidad de luz solar en invierno y la mínima en verano. La estructura construida para albergar la fundición de bronce se construye en forma de ábside, cuarto de esfera o semicúpula. El diseño de todos los edificios es intrincado y orgánico, en lugar de la cuadrícula típica de la mayoría de ciudades de EE. UU., con los objetivos de lograr máxima accesibilidad a todos los elementos, una combinación de mayor interacción social y vínculos y mantener la privacidad de los residentes.[cita requerida]
Las estructuras existentes en Arcosanti están pensadas para que comiencen a satisfacer todas las necesidades de una comunidad. Ellas incluyen: un centro de visitantes/cafetería/tienda de regalos de cinco pisos; un ábside de bronce fundido; un ábside de cerámicas; dos bóvedas de cañón, un anillo de residencia de apartamentos y espacios cuasi-públicos alrededor de un anfiteatro al aire libre; una piscina comunitaria; un complejo de oficinas, sobre el cual estaba originalmente la suite de Soleri. Una "Suite Sky" de dos dormitorios ocupa el punto más alto del complejo; así como también un conjunto de habitaciones debajo de la piscina, están disponible para los huéspedes pernoctantes. La mayoría de los edificios tienen techos accesibles.
Arcosanti tiene un área de campamentos, construida por y para el equipo de construcción. Hoy es usado para aproximadamente el 1/4 de la población de Arcosanti. El área de campamento tiene un pequeño invernadero, con fácil acceso a los jardines y grandes campos de cultivos que, al menos hasta marzo de 2017, no habían sido cultivados. 
Arcosanti fue concebido como y sigue siendo principalmente un centro educativo, con estudiantes de todo el mundo que lo visitan para asistir a talleres, clases y para ayudar con la construcción continua. 40000 turistas lo visitan cada año
Los turistas pueden tomar visitas guiadas del sitio o hacer reservas para pasar la noche en los alojamientos de los huéspedes.
Parte de la financiación de Arcosanti provinene de la venta de campanas hechas y fundidas con arcilla y bronce en el lugar. La financiación adicional proviene de donaciones y tarifas para talleres que duran hasta cinco semanas